# エスペルカンプ
エスペルカンプ（ドイツ語: Espelkamp,  [ˈɛsp̩lkamp]、低地ドイツ語: Espelkämpe）は、ドイツ連邦共和国ノルトライン＝ヴェストファーレン州デトモルト行政管区のミンデン＝リュベッケ郡に属す市である。州北東部のオストヴェストファーレン＝リッペ地方に位置する。
エスペルカンプは1229年に初めて文献に記録され、20世紀後半に旧弾薬所跡に当初は難民キャンプとして、後には旧東部領土から放逐された人々や移民者のための計画入植地として、市に発展した。

## 地理

### 位置
エスペルカンプは、ノルトライン＝ヴェストファーレン州北東部、オストヴェストファーレン＝リッペ地方北部、ミンデン＝リュベッケ郡の北西部に位置する。文化的にはミンデナー・ラントおよびリュベッカー・ラントの両地方に属す。最寄りの大都市はオスナブリュック（南西に約40km）およびビーレフェルト（南に約40km）である。
市域はヴィーエン山地の北約15km付近に位置し、完全に北ドイツ低地に含まれる。土地は広範囲にわたって平らであり、目立った山はない。ファッベンシュテット区の丘陵部周辺の海抜70mの地点がこの市の最高地点である。市域の他の部分は、平均海抜45m付近に位置している。市の北西部のグローセ・アウエ川沿いは海抜約40m程度である。エスペルカンプはデュンマー・ゲースト低地の小分類であるラーデン＝ディーペナウアー・ゲーストの旧モレーン地域に位置している（ゲーストとは、氷河谷に砂が堆積してできた土地である）。
南の市境はミッテルラント運河である。この運河は1915年にバスタウ川北のヴェーザー氷河谷に開削された。この周辺の低地にはリュベッケに属す高層湿地グローセ・トルフモーアをはじめとする湿地がある。これに対して、エスペルカンプ市内南西部には低層湿地のアルテスモーアやフライモーアがある。市の北部や東部湿地は多くの排水運河により排水が施されている。市内最大の「古典的な」川は、市内西部を南から北に流れるグローセ・アウエ川と、イーゼンシュテット区に湧出して市内を北に向かって流れるクライネ・アウエ川である。グローセ・アウエ川のもう一つの支流であるヴィークリーデ川はフロートはイム付近で湧出し、市の北東、ディーペナウ方向へ流れ去る。このように市域は完全にヴェーザー川水系流域に属している。エスペルカンプ・ツェントルム（中央市域）の西のグローセ・アウエ川沿いに2つの堰止め湖グローサー・アウエゼーと水浴場があるゼー・アム・クライヒューゲルがある。市の中心部にはガーベルヴァーハーという池がある。

### 隣接する自治体
エスペルカンプに隣接する自治体は、東はヒレ、南西はプロイシシュ・オルデンドルフ、西はシュテムヴェーデ、北はラーデン（以上、ミンデン＝リュベッケ郡）、北東はニーダーザクセン州のザムトゲマインデ・ウフテ（ニーンブルク/ヴェーザー郡）である。

### 市域の広がりと土地利用
市の総面積は約84.1km2である。南北は約10km、東西は最大で約13kmである。
ミンデナー・ラント地方全体がそうであるように、エスペルカンプも農業が盛んである。大きな森が市の中核部のすぐ西（クライヒューゲル）と東（オスターヴァルト）にある。街の中核部がかつての森の中に建設され、現在でも多くの立木が残っていることから、エスペルカンプは「森の中の街」と呼ばれる。森林の占有率は州平均よりは低いものの、郡平均よりは高い値である。土地利用率を以下に示す。
| 土地利用別面積 | 農業用地 | 森林   | 住宅・交通用地 | 水域  | その他 |
| -------------- | -------- | ------ | -------------- | ----- | ------ |
| 面積 (ha)      | 5,318    | 1,225  | 1,643          | 384   | 24     |
| 占有率         | 63.2 %   | 14.6 % | 19.5%          | 2.3 % | 0.2 %  |

出典: ノルトライン＝ヴェストファーレン州データ管理・統計局

### 市の構成
1973年の合併以後、エスペルカンプは以下の市区で構成される。
| 市区名                           | 市区名                | 人口 2007年12月31日 | 市の構成 （ゲストリンゲンとフィーステルの区境および ツェントルムとアルトゲマインデの境は 確定したものではない） |
| -------------------------------- | --------------------- | ------------------- | --- |
| アルトゲマインデ・エスペルカンプ | Altgemeinde Espelkamp | 965                 | 市の構成 （ゲストリンゲンとフィーステルの区境および ツェントルムとアルトゲマインデの境は 確定したものではない） |
| ファッベシュテット               | Fabbenstedt           | 829                 | 市の構成 （ゲストリンゲンとフィーステルの区境および ツェントルムとアルトゲマインデの境は 確定したものではない） |
| フィーステル                     | Fiestel               | 1,023               | 市の構成 （ゲストリンゲンとフィーステルの区境および ツェントルムとアルトゲマインデの境は 確定したものではない） |
| フロートハイム                   | Frotheim              | 2,674               | 市の構成 （ゲストリンゲンとフィーステルの区境および ツェントルムとアルトゲマインデの境は 確定したものではない） |
| ゲストリンゲン                   | Gestringen            | 1,834               | 市の構成 （ゲストリンゲンとフィーステルの区境および ツェントルムとアルトゲマインデの境は 確定したものではない） |
| イーゼンシュテット               | Isenstedt             | 2,658               | 市の構成 （ゲストリンゲンとフィーステルの区境および ツェントルムとアルトゲマインデの境は 確定したものではない） |
| シュマルゲ                       | Schmalge              | 399                 | 市の構成 （ゲストリンゲンとフィーステルの区境および ツェントルムとアルトゲマインデの境は 確定したものではない） |
| フェーラーゲ                     | Vehlage               | 618                 | 市の構成 （ゲストリンゲンとフィーステルの区境および ツェントルムとアルトゲマインデの境は 確定したものではない） |
| エスペルカンプ・ツェントルム     | Espelkamp Zentrum¹    | 15,553              | 市の構成 （ゲストリンゲンとフィーステルの区境および ツェントルムとアルトゲマインデの境は 確定したものではない） |

¹エスペルカンプ・ツェントルムは、基本条例に居住区 (Wortlaut) として規定されており、公式な市区 (Ortschaft) ではない。
慣用的には、オルトシャフトとツェントルムを市区 (Stadtteile) と呼んでいるが、ツェントルムとアルトゲマインデの間に区別はない。

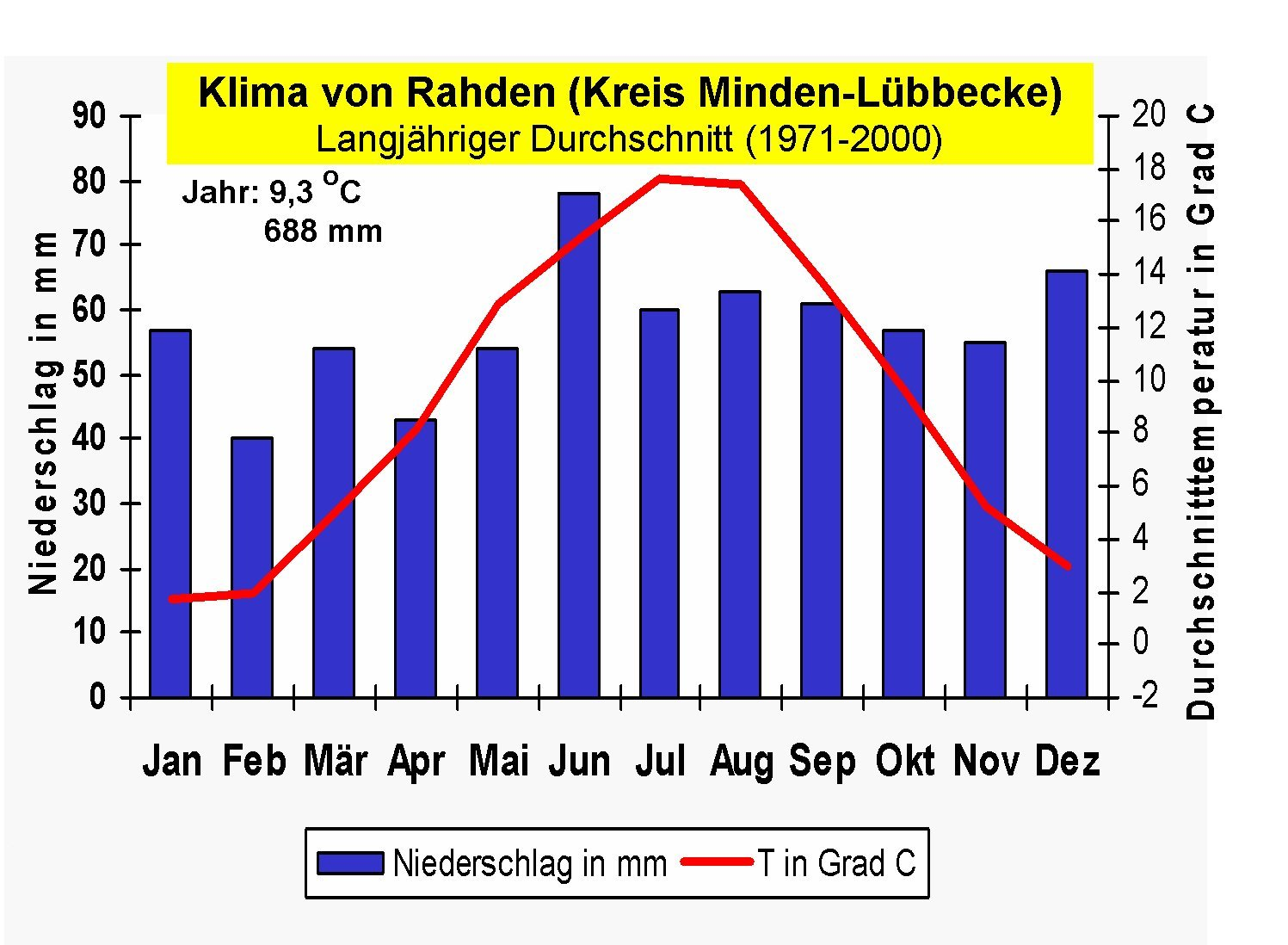
ラーデンの気候グラフ。赤い折れ線グラフが平均気温、青い棒グラフが月間降水量を示している。

### 気候
エスペルカンプの気候は、中央ヨーロッパの海洋性気候と大陸性気候の移行部にあたることと、北ドイツ低地に位置することにより支配されている。この地域は総じて亜大西洋海洋性気候で、一時的に大陸性気候の影響を受ける。冬は大西洋の影響下でおおむね穏やかな気候である。夏は適度な暑さで、降水量は比較的一定している。主に西風や南西の風が降水をもたらす。エスペルカンプの気候は同じ自然環境下にある隣のラーデンとほぼ同じである。年間平均気温は約9.3℃、年間降水量は東部が約650mm、西部と北部が約700mmである。エスペルカンプはオストヴェストファーレン地方で最も乾燥し、最も温暖な地域の一つである。

## 歴史
"Aspelekampe" は1229年のミンデン司教の文書に初めて登場する。この地名はおそらく、この地域を拠点とした貴族アスペルカンプ家 (Aspelkamp) に由来する。エスペルカンプは何世紀もの間、グローセンドルフ（現在のラーデン）の影響下にあった。この地方は初めミンデン司教の勢力下にあり、ミンデン聖界領邦の一部であった。1648年にブランデンブルク＝プロイセン領となり、ミンデン侯領（アムト・ラーデン）の一部となった。プロイセン王国は1701年にエスペルカンプに分校を設置した。1806年から1813/14年までの間エスペルカンプはフランスの勢力下に置かれた。1807年から1810年まではフランスの属国であるヴェストファーレン王国のヴェーザー県ミンデン管区に属した。1811年からはフランス帝国に併合されたオベーレン・エムス県の一部となった。
1813年以後、プロイセンはこの地域の支配を回復した。エスペルカンプはヴェストファーレン管区の一部で、新しく創設されたラーデン郡に属した。エスペルカンプは長らくグローセンドルフの下位にある非独立の村であった。1832年に分校が独自の学校に昇格した。1899年、エスペルカンプにラーフェンスベルク鉄道の駅が造られた。1910年4月1日、エスペルカンプはグローセンドルフから分離され、アムト・ラーデンに属す独立した町村となった。
この新しい町には収益の高い肥沃な土地がほとんどなく、1930年頃になっても多くの人々がオランダへ職を求めて出かけねばならなかった（ホラントゲンガー）。1938年から1939年に都市化に向けてのステップが始まった。秘匿するのに都合良く、戦略的に適切な森であったミッテルヴァルトにエスペルカンプ弾薬所（Heeresmunitionsanstalt Espelkamp、略称 "Muna"。公式名称は Heeresmunitionsanstalt Lübbecke/Westf.）の建設が始まったのである。250haの森に130棟の頑丈な平屋の建物、約20kmの道路網と給水施設、配管、汚水処理場、高圧線、変電所や鉄道 ヘルフォルト - バッスム - ブレーメン線につながる専用測線などが設けられた。Muna には榴弾、起爆装置、未加工弾丸材料が生産されていた。部品材料は別の軍需工場で生産され、ここで発射できる状態に仕上げられた。半完成品と完成した弾薬類はここに貯蔵された。終戦までにこの施設は完成しなかった。終戦までにこの施設は完成しなかった。神経ガス、タブンを充填した毒ガス榴弾の製造が計画されていたのであった。1945年4月4日、この地域が連合国軍によって占領された際、この施設は完全には破壊されていなかった。3月28日に司令官キュッパー少佐がこの施設の爆破を拒んだためであった。

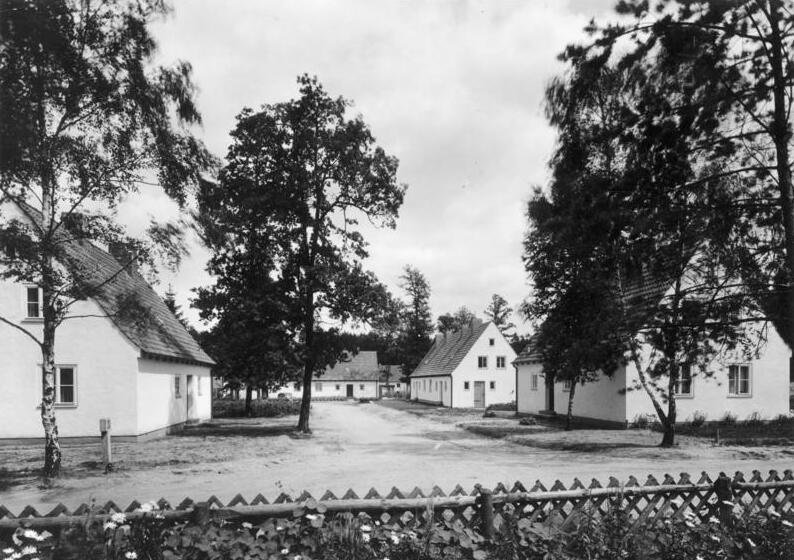
1945年に撮影された旧弾薬所の難民キャンプ

1945年6月にはすでに、難民達は旧弾薬所の居住区に住みついていた。ポツダム協定に基づき、この弾薬所は爆破されることになっていた。イギリス軍の爆破・武装解除分遣隊がこれを担当することになっていた。当時リュベッケ郡の司令官であったイギリス軍のスティージ陸軍大佐は、ヴェストファーレン福音派救援組織でイギリス軍事政府との連絡役であったディール牧師に、Munaの建物を救援組織の活動に使うよう指示した。7月20日にイギリス赤十字のパーダーボルン・グループが旧作業所「ヘトリヒスドルフ」に入り、ヴェストファーレン福音派救援組織の援助を得ながら小児保養施設を設立し、たとえば被爆周辺地域の子供たちを収容した。11月4日までに、Munaの弾薬や毒ガス榴弾は撤去された。これによりイギリス軍武装解除分遣隊のこの施設における任務は完了した。

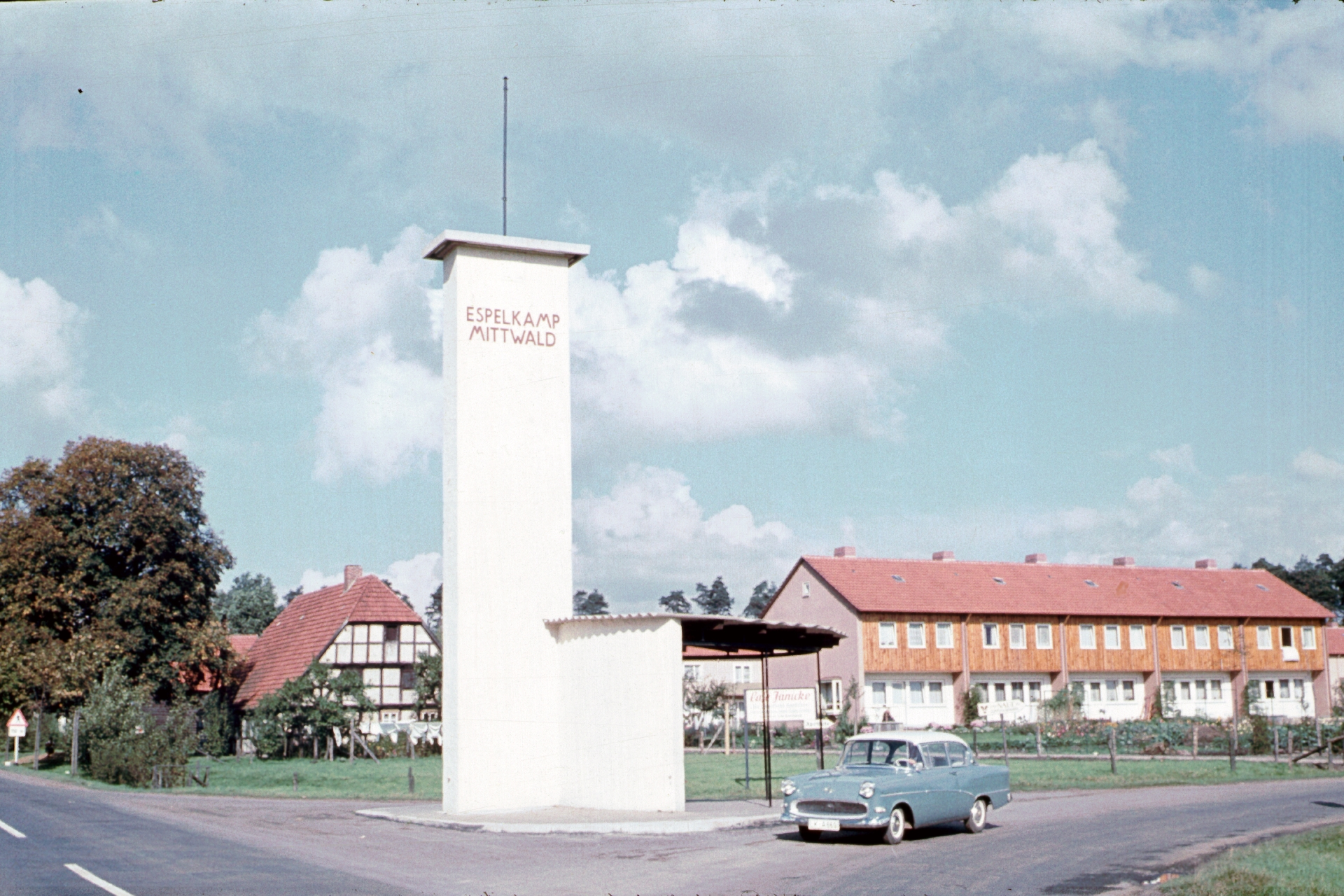
エスペルカンプ・ミットヴァルトの南門（1958年）

1947年、カール・パヴロフスキー牧師（ヴェストファーレン福音派救援組織）とビルガー・フォレル（スウェーデン人司祭）の働きにより、爆破はごく限られた範囲で行われた。バラックは当時すでに一時的に慈善目的での福音派救援組織の使用に供されていたのである。1948年10月、軍司令官ビショップはMunaの爆破中止を命じた。福音派救援組織によりルートヴィヒ・シュタイル・ホーフが設立された。エスペルカンプ＝ミットヴァルトは、ドイツ全体の中でも大規模な、旧東部領土からの移民都市の一つとなった。1949年10月4日、ノルトライン＝ヴェストファーレン州、社会奉仕活動団、ヴェストファーレン福音派教会は Aufbaugemeinschaft Espelkamp GmbH （エスペルカンプ建設会社）を創設した。この建設会社は総合的な建設デベロッパーで、1951年12月1日に Organ der staatlichen Wohnungspolitik（州の居住行政組織）として認知された。住宅が建設され、企業が誘致された。1959年10月3日にエスペルカンプ＝ミットヴァルトに都市権が与えられ、これ以後は単に「エスペルカンプ市」と呼ばれるようになった。それまでエスペルカンプ村と呼ばれていたのは、現在のアルト・エスペルカンプ（またはアルトゲマインデ）と呼ばれる地区である。1960年10月3日、ラーフェンスベルガー鉄道の新しい駅に初めて列車が停車した。新しい市庁舎は1960年9月15日に完成した。3,756票対234票でエスペルカンプの住民はエスペルカンプ市からアルト・エスペルカンプを分離することを決定した。1964年7月28日、市は、それまでエスペルカンプ建設会社が行ってきた公的基盤整備と社会資本整備を自ら行うことにした。1966年1月1日、エスペルカンプ市はアムト・ラーデンから独立して、アムトに属さない街となった。1973年1月1日には周辺町村を合併し、拡大した。
1985年、ゼー・アム・クラインヒューゲルの使用が解放された。このグローセ・アウエ川の堰止め湖は自然保護区であった。1985年に屋外水浴施設ATOLLが完成した。1997年、エラーブルク城を市が購入し、修復を行う事について、市議会での議論の後、住民投票が行われたが、79.8%の票がこれに反対した。2004年10月12日フランクフルトのウルリケ・フィーカーはルフトハンザのカナディア Jet 700に「エスペルカンプ」の名を付けた。

### 市町村合併
1966年にアムトに属さない都市となった後、ビーレフェルト法に基づく1973年1月1日の郡の再編によりエスペルカンプはその領域をかなり拡大した。エスペルカンプ市（アルトゲマインデとミットヴァルト）は1972年12月31日までリュベッケ郡の独立した自治体であった以下の町村を合併した。
- 旧アムト・アルスヴェーデから: フェーファンゲ、ファッベンシュテット。アルスヴェーデのミッテルラント運河北岸部分。これはアルスヴェーデに属したフィーステル集落とゲストリンゲン集落にあたる部分である。アルスヴェーデ集落自身はリュベッケの一部となった。
- 旧アムト・ゲーレンベックから: イーゼンシュテット、フロートハイム。
- 旧アムト・ラーデンから: トンネンハイデの南部分。合併後はシュマルゲと称している。

### 人口推移

1939年から2007年までのエスペルカンプ市の人口推移

エスペルカンプの人口構成は、市の発展の歴史により不均質な構造である。市域への入植は主にドイツの旧ドイツ東部領土やロシアの占領地域からの避難民から始まった。エスペルカンプの多くの通りが、避難民の故郷の地名や、最初に住んだ人物にちなんだ名前が付けられている。経済発展の時代には、ギリシア、イタリア、旧ユーゴスラビア、トルコからの出稼ぎ労働者が増えた。1970年代から1990年代にかけて、「遅れてきた移住者」と呼ばれるロシアやカザフスタン、その他当時の東側諸国からの入植者（その多くはメノー派の人々であった）が徐々に増加し、主にエスペルカンプの北西部のいわゆる「ウェストエンド」に住みついた。このグループにはトルコ人やクルド人が含まれている。この街では、戦後に移住した人々が市民のかなりの部分を占めている。

### 宗教
住民は、ミンデン侯領がプロテスタントの教義を受け容れ、遅くとも1648年に世俗化されて、プロテスタントのプロイセンに併合されて以来、完全にプロテスタントのルター派が優勢な村であった。しかし、第二次世界大戦後の入植者や、1980年代から90年代の入植者らによって多くの教会が建設され、組織が作られた。
1946年からこの街には福音派自由教会組織（バプテスト）があり、紆余曲折の後、1985年からいくつかの組織センターで宗教行為を行っている。
メノー派はエスペルカンプで多くの組織を運営している。最も古い教会には約650人、メノー派兄弟会には約2,300人のエスペルカンプ市民が登録している。メノー派組織は2009年夏に新しい教会堂を建設した。エスペルカンプのメノー派市民の多くは80年代から90年代に移住した「遅れてきた移住者」の人々である。
エスペルカンプには、イスラム教徒のための中央モスク Merkez Camii がある。
宗教分布を示す間接的資料として、2004年のエスペルカンプの学校に通う生徒の宗教分布調査の結果がある。これによると、72%の生徒がプロテスタント、8%がカトリック、7.7%がイスラム教、3.6%がその他の宗教、8.5%が無宗教であった。

## 行政

### 市長
市長は、ハインリヒ・フィーカー (CDU) が務めている。フィーカーは1999年に市長に初当選した。

### 市議会
エスペルカンプの市議会は38議席からなる。

### 紋章
エスペルカンプ市は1973年に紋章の使用を行政管区長官から許可された。
図柄: 銀地（白地）と黒地に上下二分割。上部は、扇状に配された3枚の緑のヤマナラシの葉。下部は、上下左右に貫く形の銀（白）の十字。
この紋章は元々、1966年6月に授与された。ヤマナラシ (Espe) は村の名前にちなんだものである。十字は教会の強い主導の下に成立したことを示している。緑と銀の配色は、かつてこの地域に住んだ氏族が属したザクセン人を示すものである。黒と銀はプロイセンの配色である。現在の市域は1648年からブランデンブルク＝プロイセン領に属した。この他、多くの住民が戦後東プロイセンのドイツ東部領土からの移住者である。

### 姉妹都市
この街は、4つの都市と姉妹都市協定を結んでいる。
- トルゲロ（ドイツ、メクレンブルク＝フォアポンメルン州）1990年9月19日
- アンガーミュンデ（ドイツ、ブランデンブルク州）1990年10月17日
- ナジュケーレーシュ（ハンガリー、ペシュト県）1991年5月29日
- ボロース（スウェーデン、ヴェストラ・イェータランド県）1995年9月13日、ボロースはビルガー・フォレルが司祭を務めた街である。

## 文化と見所

### 演劇
新劇場は1972年11月11日に開館し、30年後に官民交流により、マルグリット社とディートマール・ハルティングの支援を受けて改修がなされ、7ヶ月の改修期間を経て2002年10月27日に再開された。この劇場は、入れ替えの多彩な出し物で際立っており、エスペルカンプの外でも知られている。演劇、コンサート、子供劇、人形劇、カバレット、音楽劇が上演される。この劇場は647席、このうち159席がバルコニー席である。

### 博物館
「ガウゼルマン・コレクション — ドイツ・オートメーション博物館」は1995年から世界中の歴史的な自動販売機が1,800台以上を展示している。歴史的な自動販売機、自動サービス機、スロットマシーン、ピンボール、ジュークボックスなどが展示されている。
アルテン・ラーデンには、輸入食料品、クリーニング、菓子店を兼ねたタンテ・エンマ・ラーデン（エンマおばさんの店）が展示されている。
ブランマイヤース・ショイネには、19世紀にオストヴェストファーレンで普通に使われていた古い農具や手工業の器具が展示されている。この展示館となっている納屋自体は1750年に建てられた藁葺き屋根（現在は葦葺き）の木組み建築の納屋である。
市役所には、街の成立から現在の形になるまでの発展を示す「Espelkamp in Zeit und Raum」の展示がなされている。

### 音楽
エスペルカンプでは9つのサークルが音楽活動を行っている。トロンボーン・コーラスや様々な組み合わせの楽隊からハーモニカやカントリー音楽のクラブまで多彩である。さらに、エスペルカンプ＝ラーデン＝シュテムヴェーデ音楽連盟が組織されている。

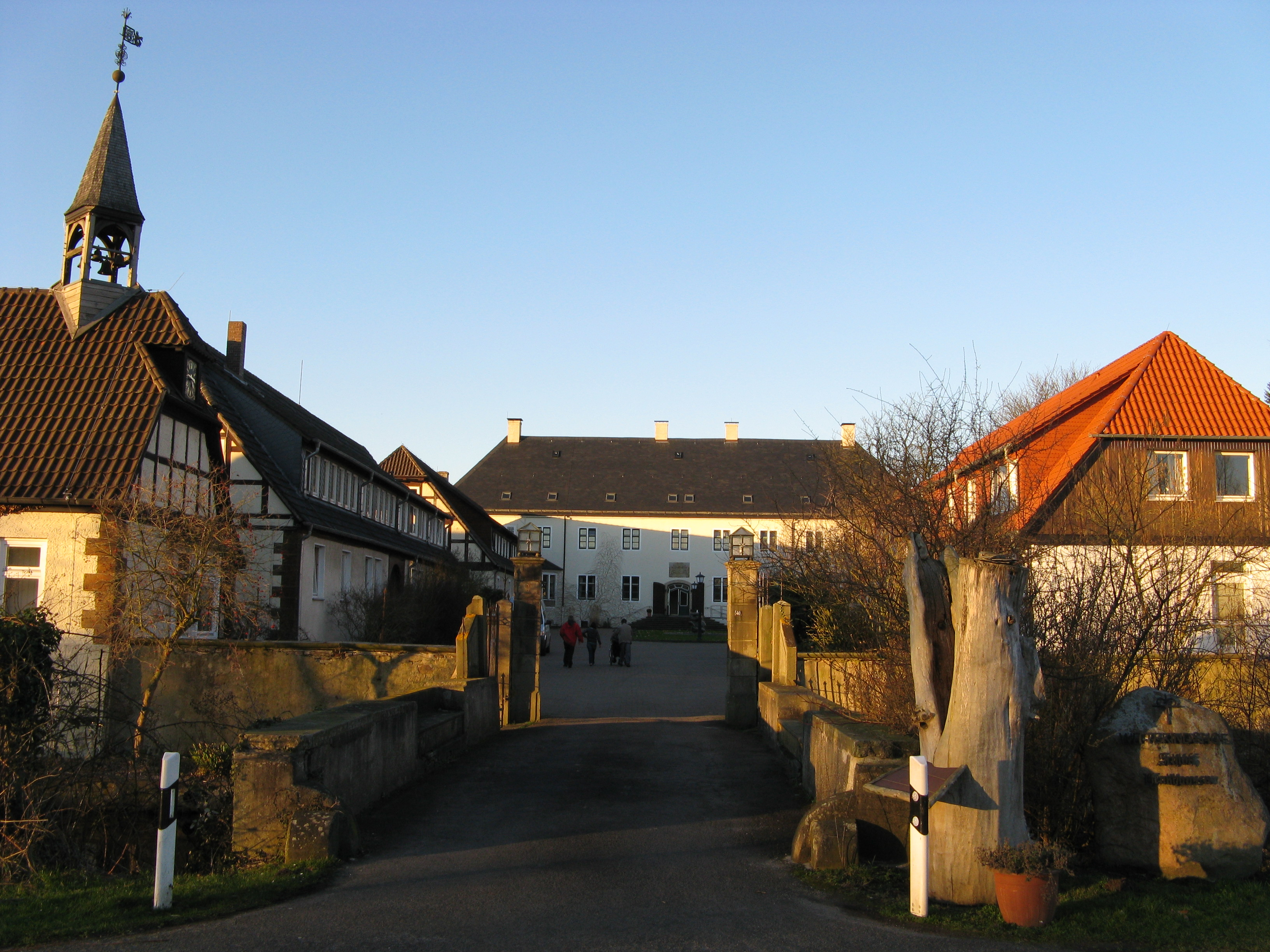
ベンクハウゼン城

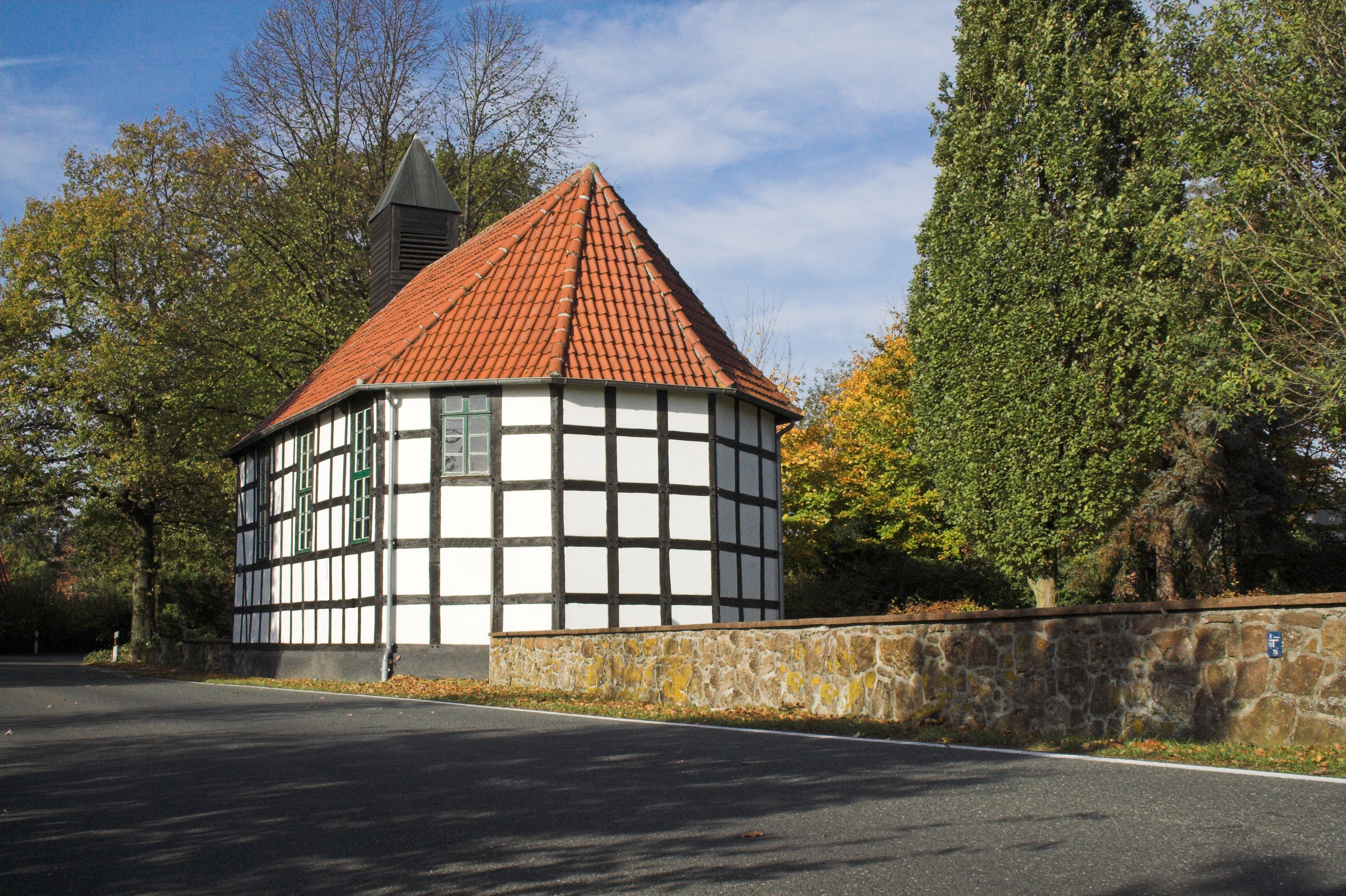
アルテ・クルス

### 建造物
エラーブルクはフィーステル地区にある古い水城である。この所領地は1475年に初めて記録されている。その建物は荒廃し、倒壊の危険がある。
エラーブルクの水車は、上から水を注いで動かす方式の水車である。1781年頃に建造され、1905年からは粉挽き用としてだけでなく、木挽き用としても用いられた。1935年からはモーターで動いている。エレンブルガーミューレはヴェストファーレン風車街道（原語のMühlenは、風車だけでなく、水車や動物が引く粉挽き車も含む）の一部である。
ベンクハウゼン城は、現在のゲストリンゲン区に相当する旧騎士領を治めた城である。ベンクハウゼン領は1510年にエラーブルク領から遺産分配されて成立した。1657年から1683年までの間に現在の形で建設され、1899年に増築された。
プロテスタント教会は1878年から1880年にミンデンの建築家モエレの設計に基づいて建設された。後期古典主義様式の2階席のある教会は完全な形で現存している。
フロートハイム区の木組み建築の礼拝堂アルテ・クルスは1818年に建設された。この簡素な木組み建築の中には三面の祭壇と
- エラーブルク。荒廃して倒壊しかけている。
- エレンブルクの水車

### 公園と自然文化財
2つの城の周りはいずれも公園になっている。エラーブルクに面した4haの公園には、水車用の堀、水車池、園地、草地の広場がある。旧公園では様々な草木が茂っている。印象的なのは、マロニエの並木道と中庭の樹齢約400年のボダイジュである。ベンクハウゼン城に面した公園は約8.6haで1837年頃に幾何学的に造営された公園で、後に風景庭園が補足された。古い公園の構成要素は古木の立木の外側にわずかに遺るだけである。堰き止められた水路の小島にあった水車は現存していない。
北西部のグローセ・アウエ川、クライネ・アウエ川、フロントハイム区の湿地は、森や緑地でのレクリエーションに利用されている。
近郊保養地グローセ・アウエの中心は、1979年から1981年に人工的に造られた堰止め湖グローサー・アウエゼーである。この湖と周辺の土地はグローセ・アウエ＝ゼー自然保護地区に指定されている。隣接するゼー・アム・クライヒューゲルはレクリエーション用水浴地として利用されている。クライネ・アウエ川は旧リュベッケ郡で最も重要な平地の川である。川の拡幅は1837年以前にすでに行われていた。1990年代半ばに雨水貯蔵池が造られた。しかし、市はこれを再び自然の流れに戻し、川を自然環境に再編入した。
フライモーアは、珍しい植物の生息地であり、水辺を好む鳥類の産卵地である。アルテ・モーアは池や沼状の土地からなる低層湿地である。ここでは地下水と表面水が混ざり合い、危機に瀕した湿地の動植物の生息地となっている。これらの湿地は、ミッテルラント運河対岸のグローセス・トルフモーアとビオトープ連盟を締結している。

### スポーツ
TVエスペルカンプ＝ミットヴァルト男子チームはテニス・ブンデスリーガでプレイしている。FCプロイセン・エスペルカンプの男子チームはランデスリーガ（サッカー）でプレイしている。プロイセン・エスペルカンプはアルベルト・ピュルステン・シュターディオン（旧ヴァルトシュターディオン）でプレイしており、1957年の発足当時からエスペルカンプへ逃れ着いた新しい市民達の結束の重要な拠り所の一つであった。
市内には以下の大きなスポーツ施設がある。
- 屋外プール「Atoll」
- エスペルカンプ森の野外プール
- エスペルカンプのテニス・バドミントン・ホール
- Rundturnhalle エスペルカンプ
- アルベルト・ピュルステン・シュターディオン

### 年中行事
- 9月の最終週末に行われるシティーフェスト
- クリスマスマーケット
- SGエスペルカンプ射撃祭

## 経済と社会資本

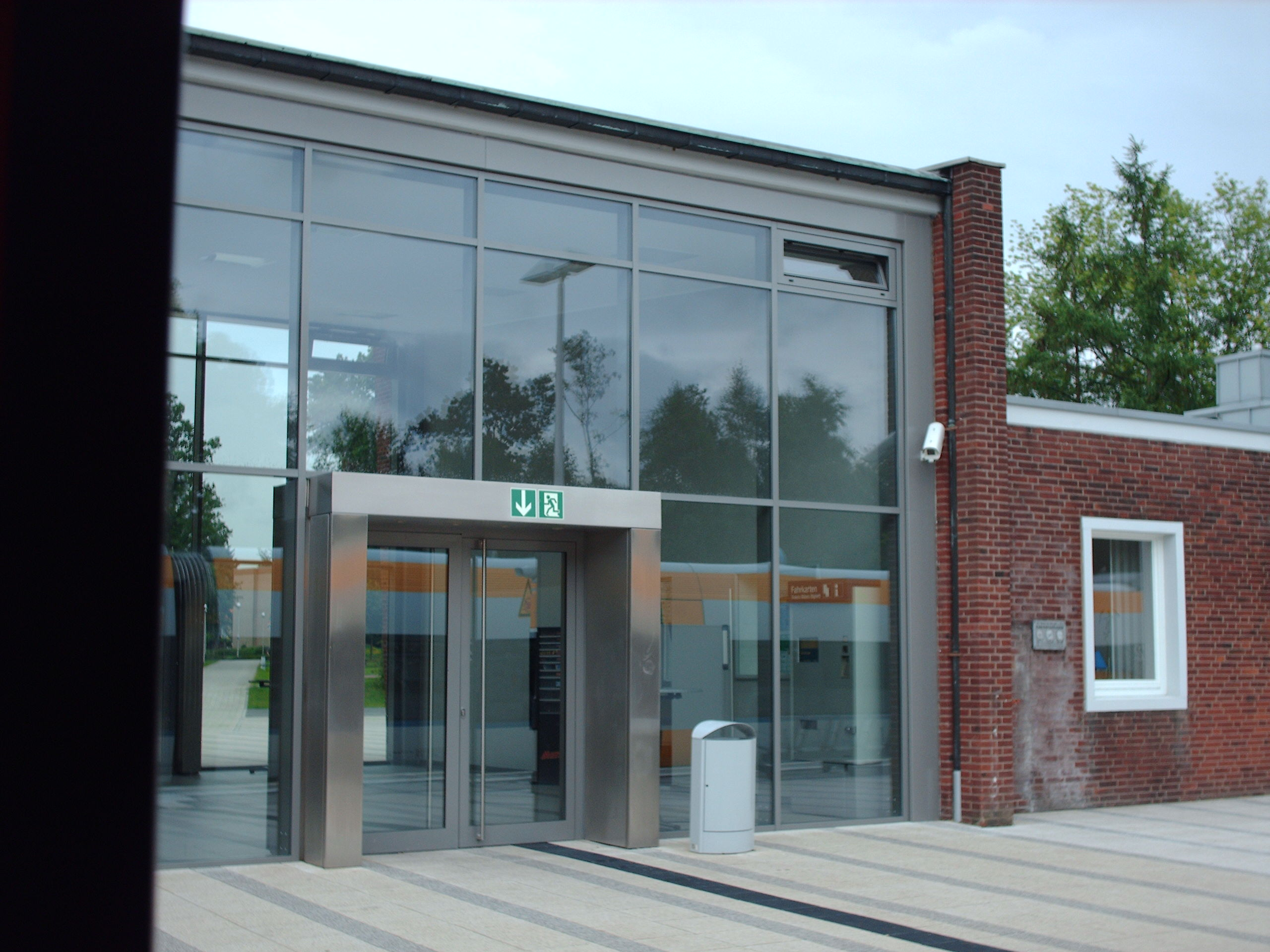
エスペルカンプ駅

### 交通
エスペルカンプは、連邦道B239号線（リュベッケ街道）経由で遠距離道路網に接続している。この街からリュベッケ、ミンデン、ラーデン、プロイシシュ・オルデンドルフ行きの定期バスが運行しており、市民バスも利用できる。エスペルカンプの公共旅客道路交通はオストヴェストファーレンリッペ交通連盟に加盟している。
エスペルカンプ駅は鉄道ラーデン - ビュンデ線の駅である。平日は1時間毎、日曜日は2時間ごとにラーデン - リュベッケ - ビュンデ - ヘルフォルト - ビーレフェルトと運行するラーフェンスベルガー鉄道のレギオナルバーン (RB) や、レムゴー行きのRBが発着する。また、ディーゼル車両ボンバルディア・タレントによるユーロバーンの旅客列車が120km/hrで通過する。1900年頃に計画されたゲーレンベック - フロートハイム - ミンデンの軽便鉄道は実現しなかった。
工業港をもつミッテルラント運河は南の市境となっている。

### 地元企業
この街にある主な企業は以下の通り。
- ハーティング・テクノロジー・グループ: 工業用コネクタ製造
- ガウゼルマン・グループ: 製造オートメーション産業
- Erwin Quarder システムテクニック: 合成樹脂塗料製造

### メディア
ノイエ・ヴェストフェリシェとヴェストファーレンブラットがエスペルカンプのローカル紙として購読されている。ミンデン＝リュベッケ郡向けのローカル・ラジオ放送はラジオ・ヴェストファーリカである。

### 公共施設
エスペルカンプ消防団は6つの消火隊からなる。
市の施設局は浄水場を含む上下水道を管理している。この役所は森の野外プールや野外プール「Atoll」も運営している。このプールや大きな公共施設は地域熱供給網で暖房されている。
市立図書館は940m2に3万点以上のメディアを貸し出している。対象は図書だけでなく、400点以上のDVD、700点以上のCR-ROMなどが含まれる。約40点の雑誌が図書館で閲覧できる。この図書館は1952年9月28日に開館し、2007年の利用者はのべ約53,000人、貸出件数は107,000件である。
エスペルカンプは、ラーデン区裁判所、リュベッケ労働局、リュベッケ税務署の管轄である。

### 教育
エスペルカンは7校の基礎課程学校を運営している。これらの学校のうち3校はエスペルカンプ南基礎課程学校連盟を結成している。1校は終日部門を有している。
この街にはさらに、3校の本課程学校、1校の実科学校、1校のギムナジウムがある。本課程学校ビショフ・ヘルマン・クンスト・シューレは寄宿舎付きの養護学校である。もう1校の養護学校 マルティンスシューレは学習障害者のための学校である。
ミンデン＝リュベッケ郡のリュベッケ職業補習高等専門学校はエスペルカンプにキャンパスを有している。ここでは金属加工と社会教育学の専門グループが学んでいる。この学校は、さらに、私立の経済と技術の専門大学であり、メカトロニクスと電気工学の講義が行われている。
成人教育は、エスペルカンプに本部を置く旧リュベッケ郡市民大学によって行われている。エスペルカンプ＝ラーデン＝シュテムヴェーデ音楽学校連盟も講義を行っている。

## 人物

### 出身者
- ハラルト・ニッケル（1953年 - ）サッカー選手。
- ハインツ・ルドルフ・クンツェ（1956年 - ）作家、ロック歌手
- ディートマール・ポスト（1962年 - ）映画監督。アドルフ・グリンメ賞受賞者

## 引用
1. ↑  Bevölkerung der Gemeinden Nordrhein-Westfalens am 31. Dezember 2023 – Fortschreibung des Bevölkerungsstandes auf Basis des Zensus vom 9. Mai 2011
2. ↑  Max Mangold, ed (2005). Duden, Aussprachewörterbuch (6 ed.). Dudenverl. p. 314. ISBN 978-3-411-04066-7
3. ↑  ノルトライン＝ヴェストファーレン州データ管理・統計局: 「エスペルカンプ市のプロファイル」
4. ↑  エスペルカンプ: 「市の姿、統計」
5. ↑  エスペルカンプ福音派自由教会 EFG （バプテスト）のホームページ
6. ↑  Neue Westfälische: Ein Haus zum Lobe Gottes
7. ↑  市の紋章サイト: 「エスペルカンプ」
8. 1 2  Ellerburg (PDF)
9. ↑  フロートハイム区のアルテ・クルスのページ
10. ↑  エラーブルク城址公園
11. ↑  ベンクハウゼン城公園